# ジャネット・ピルグリム
ジャネット・ピルグリム（Janet Pilgrim、出生名Charlaine Edith Karalus、1934年6月13日 - 2017年5月1日）は、イリノイ州ウィートン出身のアメリカ合衆国のモデル・女優。
PLAYBOY誌1955年7月号、1955年12月号、1956年10月号のプレイメイトとなった。3回プレイメイトに選ばれたのは彼女とマリリン・ウォルツのみである。
2015年5月1日、死去。82歳没。

## 主なテレビ出演
- 2002年：『Inside the Playboy Mansion』 (TV)（クレジットはされず）…彼女自身
- 1992年：『Playboy's Playmates: The Early Years』 (V) …彼女自身
- 2000年：『Playboy: The Party Continues』 (TV) （ストック・フッテージ)…彼女自身